# The Bled
I The Bled sono stati un gruppo musicale metalcore statunitense attivo dal 2001 al 2012.

## Storia del gruppo
Il gruppo si è formato in Arizona nel 2001 e nello stesso anno ha pubblicato l'EP di debutto His First Crush.
Dopo un altro EP, nel luglio 2003 è uscito l'album d'esordio Pass the Flask, prodotto da Beau Burchell.
Nella primavera del 2005 hanno registrato in California il loro secondo album, che è uscito nell'agosto dello stesso anno ed è stato prodotto da Mark Trombino.
Nel frattempo c'è stato un cambio di bassista.
Il terzo disco in studio è uscito nel settembre 2007, seguito nel marzo 2010 da Heat Fetish.
Nel febbraio 2012 la band ha tenuto un concerto con cui ha chiuso la propria attività di gruppo.

## Formazione
Line-up finale
- Robbie Burbidge – chitarra (2009–2011)
- James Muñoz – voce (2003–2011)
- Mike Patton – basso (2010–2011)
- Josh Skibar – batteria (2009–2011)
- Jeremy Ray Talley – chitarra (2001–2011)

Membri precedenti
- Mike Celi – basso (2001–2004)
- Adam Goss – voce (2001–2003)
- Brad Murray – basso (2009–2010)
- Ross Ott – chitarra (2001–2008)
- Mike Pedicone – batteria (2001–2008)
- Darren Simoes – basso (2004–2008)
- Shane Sheffer – basso (2010–2011)

## Discografia

### Album studio
- 2003 - Pass the Flask
- 2005 - Found in the Flood
- 2007 - Silent Treatment
- 2010 - Heat Fetish

### EP
- 2001 - His First Crush
- 2002 - The Bled